# Зоран Джорлев
Зоран Джорлев (на македонска литературна норма: Зоран Џорлев) е северномакедонски музикант, цигулар, вокален изпълнител и преподавател.

## Биография
Зоран Джорлев е роден на 10 януари 1967 година в Струмица, тогава в Социалистическа република Македония, днес в Северна Македония, в семейството на Наско и Грозда Джорлеви. Баща му е виден композитор и певец, внук на революционера Христо Джорлев от Кукуш.
Зоран Джорлев се мести в Скопие със семейството си, когато е в първи клас. Още в Струмица, в ранното си детство, започва да свири на тромпет, акордеон и китара. В 1977 година започва да свири на цигулка, след като преди това е назначен да свири на пиано в музикалното училище, тъй като според преподавателите му няма предразположения към цигулката. В 1989 година завършва цигулка във Факултета по музикално изкуство. Известен е със своите аранжименти и изпълнения на македонски народни и забавни композиции, аранжименти на филми, джаз, етнически теми. Работи и като учител по цигулка. В януари 2011 година Джорлев е назначен за ръководител на ансамбъла за народни танци и песни „Танец“, на която длъжност остава до август 2017 година.
Дълги години е водещ и на музикални предавания, сред които предаването „Зајди Зајди” по телевизия „Алфа ТВ“ в периода 2009 – 2010 година, „Зора Зори” по телевизия „Сител“ в периода 2011 – 2012 година, „Запеј ја онаа нашата“ по телевизия „Алфа“ от 2019 до 2020 година и други.
Получава почетна грамота за песента на баща си „Балада за Гунди и Котков“ от ПФК „Левски“.
Умира на 1 януари 2021 година в Скопие от усложнения по време на боледуване от коронавирусна болест 2019.